# Express-Union
Ne doit pas être confondu avec Express Union.
Pour plus de détails, voir Fiche technique et Distribution.
Express-Union est un film muet français réalisé par Lucien Nonguet, sorti en 1911.

## Synopsis
Tante Eulalie veut que Gontran se marie avant la fin de la journée. Gontran cherche une petite amie, mais après une série d'aventures hilarantes, il abandonne désespéré et se contente d'épouser une femme noire. Gontran se présente à tante Eulalie avec sa nouvelle épouse.

## Fiche technique
- Titre original : Express-Union
- Réalisation Lucien Nonguet
- Scénario :
- Producteur :
- Société de production : Pathé Frères
- Société de distribution : Pathé Frères
- Pays d'origine :  France
- Langue : film muet avec les intertitres en français
- Métrage : 120 mètres
- Format : Noir et blanc — 35 mm — 1,33:1 — Muet
- Genre : Comédie
- Durée : 4 minutes
- Dates de sortie : 
  - France : 1911

## Distribution
- Nadette Darson
- René Gréhan